# チャンディーガル
チャンディーガル（英語: Chandigarh IPA: /ˌt͡ʃʌndiˈɡəːr/ あるいは /ˌt͡ʃʌndiˈɡɑː/ チャンディガー(ル); ヒンディー語: चंडीगढ़, ヒンディー語発音: [t͡ʃə̃ɳ.ɖiː.ɡəɽʱ]; パンジャーブ語: ਚੰਡੀਗੜ੍ਹ）はインド北部の都市。

## 概要
パンジャーブ州ならびにハリヤーナー州の両方の州の州都を兼ねているが、どちらの州からも行政上は独立した連邦直轄領の一つでもある。街の愛称は"City Beautiful"である。
ル・コルビュジエによる都市計画で国際的に知られ、ル・コルビュジエ、ピエール・ジャンヌレのニュータウンモダン建築計画が数多く存在し、世界遺産「ル・コルビュジエの建築作品-近代建築運動への顕著な貢献-」の構成資産ともなっている。
またインド国内で最も高い生活水準および収入水準を誇りとしている。現在、チャンディガールの西隣にニュー・チャンディガール計画がある。

### 名前の由来
街の名前は、この地のヒンドゥー教寺院で祭られていたチャンディー女神に由来している。

## 地理

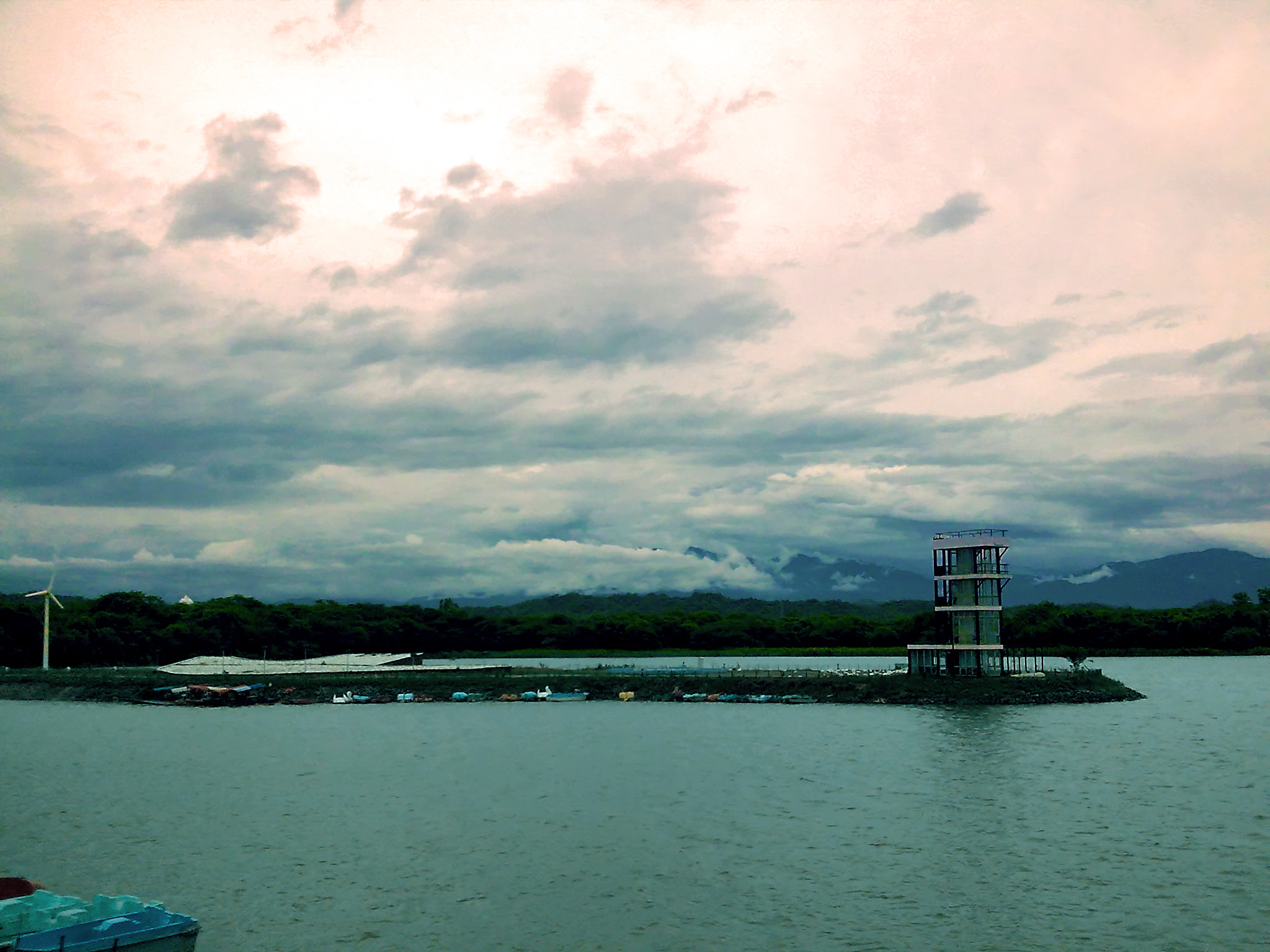
スクナー湖

チャンディガールは北西インド、ヒマラヤ山脈山麓部のシヴァーリク丘陵地帯に位置する。面積はおよそ114 km²。また北側でパンジャーブ州と、南側でハリヤーナー州との間でそれぞれ州境を共有している。
正確な地理座標は北緯30度44分 東経76度47分 / 北緯30.74度 東経76.79度.、平均高度は321mである。
チャンディガールの気候は降雨量が少なく、年間通じての気温の寒暖差が大きい(-1 ℃から46.5 ℃)。亜熱帯のモンスーン気候に分類される。12月から1月の冬季においては霜が降りることもある。年間降雨量は1110.7 mmである。冬季では時折、西側からの雨が降ることがある。

## 歴史
1947年のインド・パキスタン分離独立の際、パンジャーブ州もインドとパキスタンに分離し、かつての中心地ラーホールがパキスタン側になってしまったため、新たに州都を建設する必要が生まれた。現存する都市を改造し州都とするプランが検討されたが、改造に適切な都市がないこと、政治的判断になどの諸事情により、新たに都市を建設することが決まった。この都市の名は、現在のハリヤーナー州パンチクラー県にかつてあったヒンドゥー教寺院で祭られていたチャンディー女神に由来し、チャンディガールとは「チャンディーの砦」を意味する。
独立後のインドの都市計画において、チャンディガールの都市計画は最も素早く実行された重要な計画である。なぜなら、パキスタンとの戦略上重要な場所であったこと、加えて独立インド初代首相のジャワハルラール・ネルーの個人的な興味があったからである。チャンディガールは新しい現代国家、進歩主義の信条を反映することをネルーによって課せられ、ネルーはチャンディガールについて「過去の伝統に束縛されない、将来の新しい国家の信条のシンボル」だと宣言している。都市計画および幾つかの建築物はスイス生まれのフランス人建築家および都市計画家のル・コルビュジエによって1950年代に計画された。実際にはル・コルビュジエは2番目に任命された建築家で、最初のマスタープランはアメリカ人建築家のアルバート・マイヤーとポーランド出身の共同設計者のマシュー・ノヴィッキによって計画された。しかしノヴィッキは不幸な事故により死亡し、1950年にル・コルビュジエが計画を引き継いだ。その後、ル・コルビュジエはインドに20数回渡航し計画を実行した。
1966年の11月1日にパンジャブー州の東側を分割し、新しいインドの州、ハリヤーナー州が誕生した。ハリヤーナー州をつくったことにより、ハリヤーナー州はヒンディー語が主要言語になった。そしてパンジャーブ州西部においてはパンジャーブ語が主要言語であることが保持され、今日でも主要言語である。
チャンディガールはこの二州の境界上にある連邦直轄地となり、また同時に両方の州の州都としても機能することとなった。その後、1985年に当時の首相ラジーブ・ガンディーと、シク教徒を支持地盤とする宗教政党アカーリー・ダルとの間で結ばれた合意により、翌1986年チャンディガールはパンジャーブ州への委譲が決まった。これはハリヤーナー州に新たな州都を作ることを意味したが、実際には他の県の交換の合意が遅れ、今日においても委譲は実施されていない。
2007年7月15日にはインド初の公共空間での喫煙禁止条例が施行され、喫煙者に対しては厳しい罰則が科せられることとなった。

## 建築と都市計画

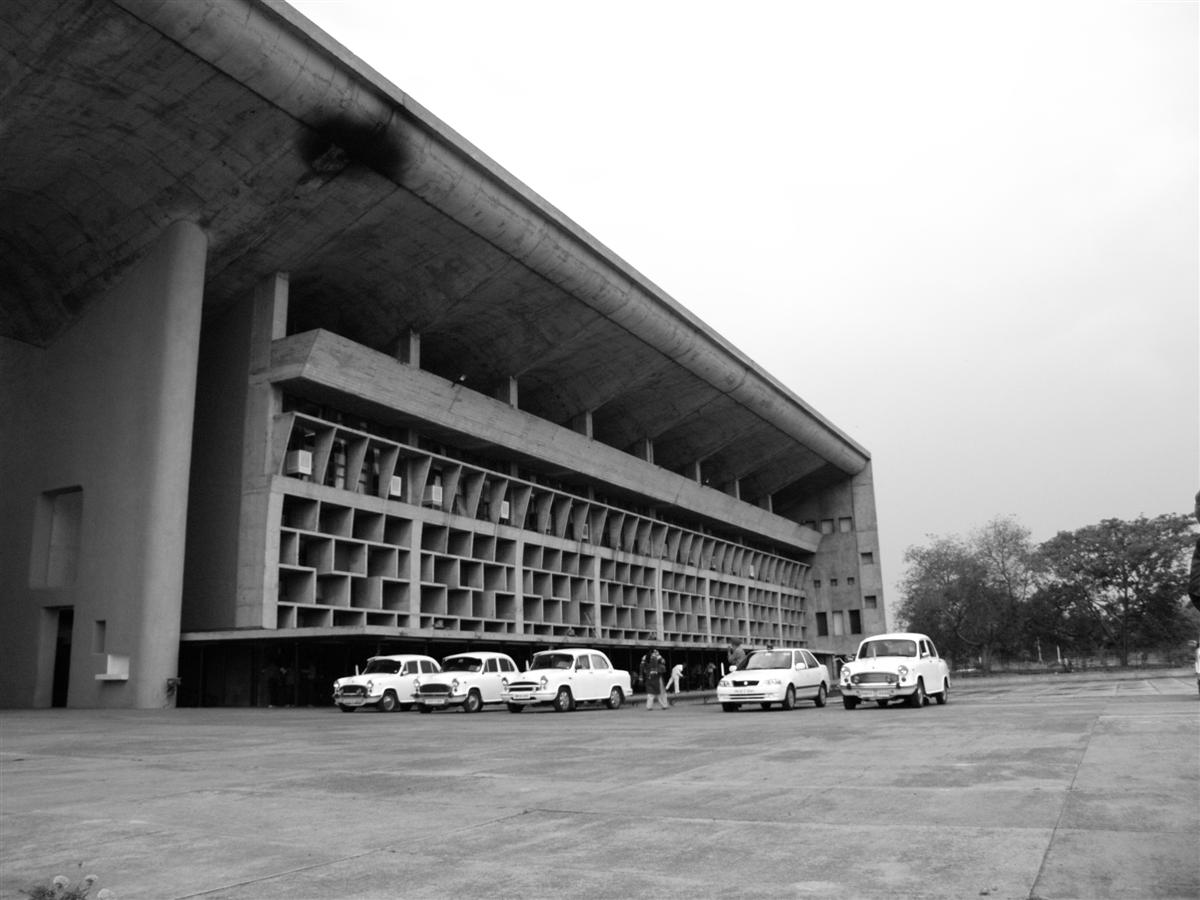
ル・コルビュジエ設計の高等裁判所（1955年）

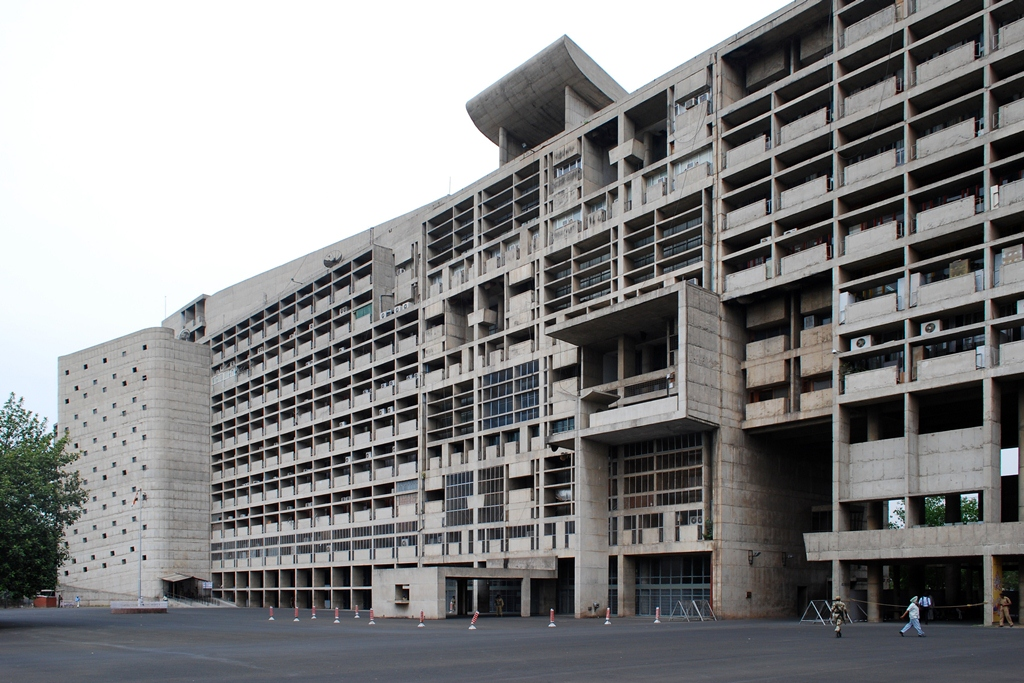
行政庁舎、ル・コルビュジエ設計

マイヤー、ノヴィッキから事業を引き継いだル・コルビュジエは、CIAMの都市計画の原則に沿ったモダニズムの都市を計画した。ゾーニングに関しては、都市機能を擬人化して配置した。また、道路に8段階の順列をつけ、歩道と車道を分離し歩行者用の道路網を計画した。
これらのチャンディガールのビジョンは、無数の図面やスケッチ、ノートに書かれ検討され、実際に実現された。計画を引き継いだ後も、ル・コルビュジエはマイヤーとノヴィッキのアイデアを残し、マスタープランの基本的構成の議事堂、シティセンター、大学、工業区域、線上公園などは変っていない。さらに、隣接した住区の基本モジュールはそのまま残してある。一方、マイヤーとノヴィッキの計画は底部が湾曲した円錐台だったが、長方形をメッシュ上に分割する計画へと変更した。そして、建物は幾何学形態の構造をした“素材を誠実に使う”建物とされ、ラフな打ち放しコンクリートとして表現された。これはチャンディガールの建物の特徴となり、都市に分散している庭や公園に配置された。
最初の計画で、初期に15万人が居住し、その後50万人が居住するように計画された（現時点では75万人が居住している）。ル・コルビュジエは分割された区域をセクターと呼び、それぞれのセクター内だけにおいて、"住む"、"働く"、"レジャー"が出来るようにした。セクターの大きさは800m×1200mであり、それぞれにマーケットも内包する。また、セクターから徒歩10分以内で学校や大学へ通えるように計画されている。オリジナルの計画案では1から47番のセクターに線引きされており、当初セクター13は欠番だったが、2020年に東部のマニマージラ地区をセクター13に割り当てた。
それぞれのセクターは、利用するスピードによって7階層に分類をした道路でつながれている（7Vs）。最も上位のV1は他の都市とつなぐ高速道路で、V7sが最も遅く、道路から個々の住居への道である。その後、自転車用のV8が付け加えられた。
また、隣接区域での安易な都市開発やスプロール現象を起こさない為に、16kmに及ぶ都市を包囲する緑地帯が計画された。しかし、現在では軍や経済界の要望により緑地帯の一部が転用されている。

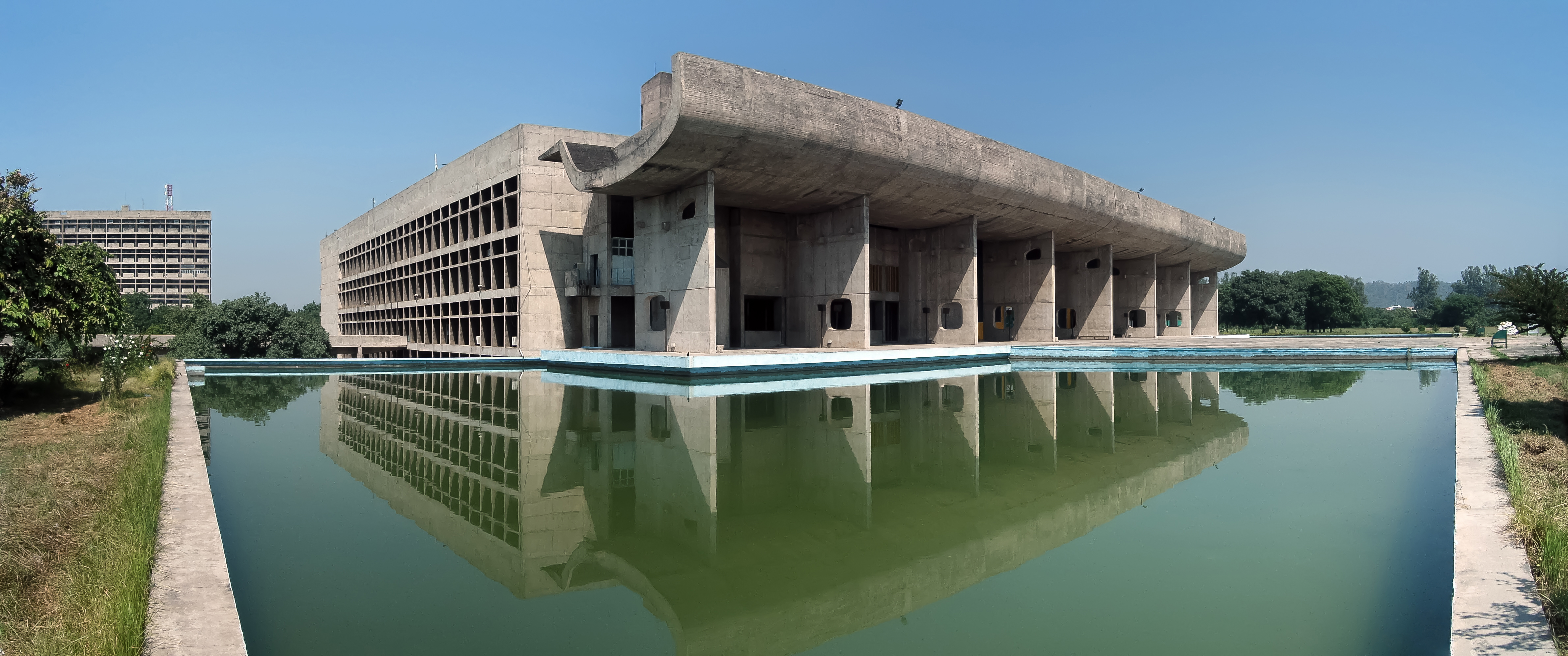
立法議会、ル・コルビュジエ設計

議場棟および行政事務棟、高等裁判所はセクター1に配置され、それらの象徴的な建物はル・コルビュジエによって設計された。都市のマスタープランや幾つかの象徴的な建物はル・コルビュジエおよび彼のチームによって設計されたが、それ以外の多くの建物は、ル・コルビュジエの従弟ピエール・ジャンヌレ、英国人マックスウェル・フライ、ジェーン・ドリュー、そして計画に参加した9人のインド人、M.N.シャルマー、S.D.シャルマー、A.Ar.プラバーワルカル、B.P.マートゥル、ピルー・モーディー、U.E.チョウドリー、N.S.ランバー、J.L.マルホートラー、J.S.Dethe、アーディティヤ・プラカーシュなどチームのメンバーによって設計された。
都市の最終形態は、ル・コルビュジエが以前に提案した「300万人の都市」や「輝く都市」とは形態的にはそれほど似ては無いが、都市計画史上において重要かつ象徴的である。今日においても多くの建築家、都市計画家、歴史学者、社会学学者の興味を引き続けている。また、チャンディガールにはパンチクラーとモーハーリーという2つの衛星都市があり、これら三都市を結んだ地域をチャンディガール都市圏と称することがある。

## 交通

### 空港
- チャンディーガル空港

### 鉄道
インド鉄道（IR）
- インド北部鉄道：チャンディーガルジャンクション駅

### 道路
国道
- 国道5号線
- 国道7号線
- 国道152号線

## その他
- インドにおける他の計画都市、ニューデリー（新デリー）やブヴァネーシュヴァル、ガンディーナガル、ナビィー・ムンバイ（新ボンベイ）などは既存の都市に隣接して建設された（よって旧市街を新市街が取り囲むような形で展開している）が、それに対してチャンディガールは、街の原型としては寒村があったのみで、ほぼ更地から建造されたに等しいと言える。

- 日本語における表記には揺れがあり、ル・コルビュジエが「シャンディガール」とフランス語で発音していたのが伝播し日本では「チャンディガール」と呼ばれる。現地語（ヒンディー語・パンジャーブ語・パハリ語・英語等）においても「チャンディガール」と発音しており、現在広まっている「チャンディーガル」は、実際の発音とは異なる。

## ギャラリー

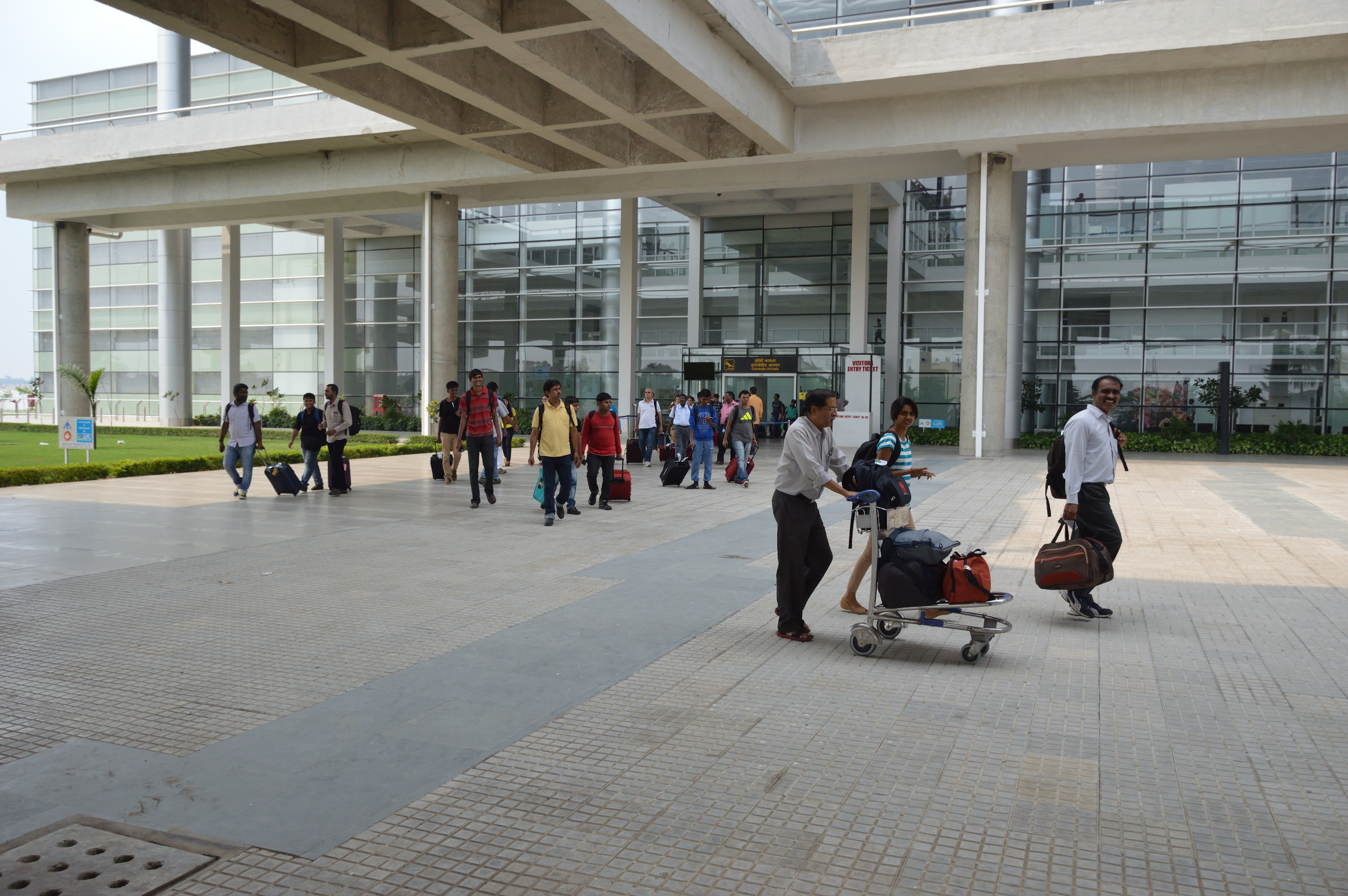
チャンディーガル国際空港
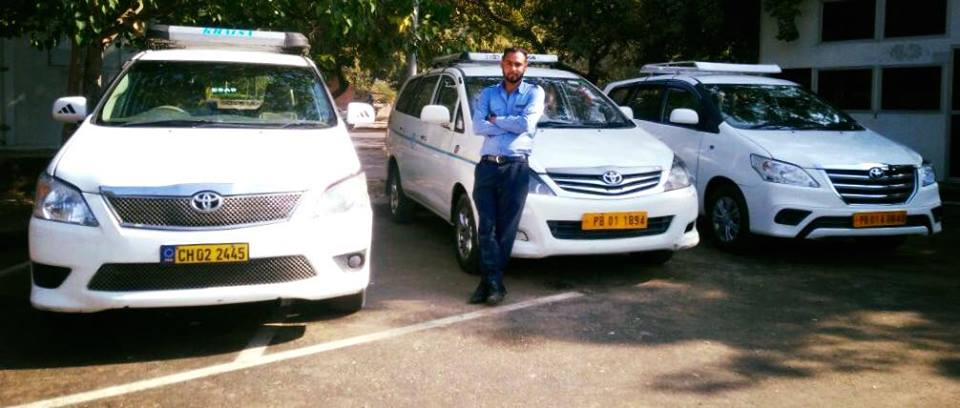
チャンディーガルタクシー
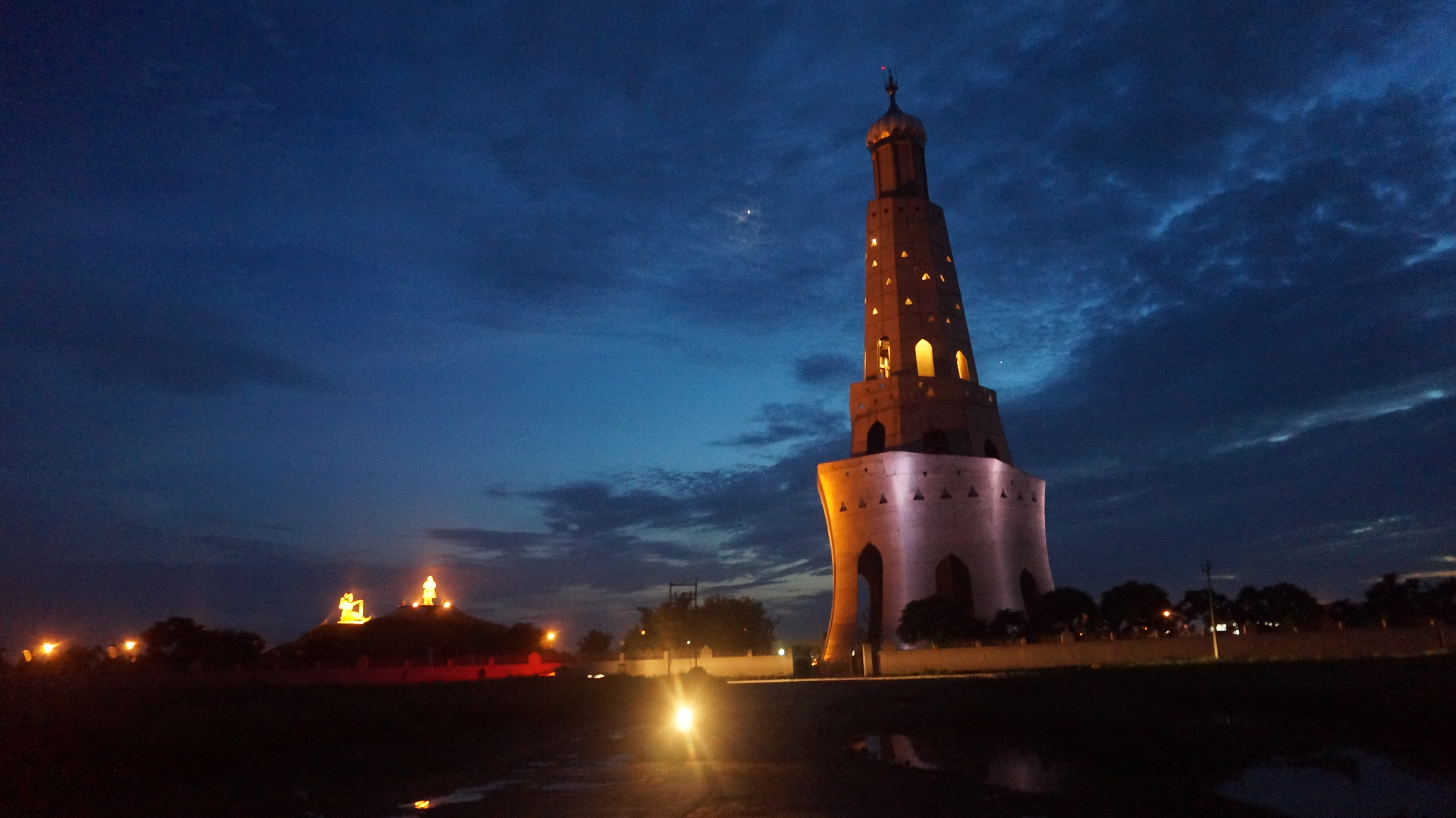
ファテ・ブルジュ、バンダ・シン・バーハドゥール記念碑の塔
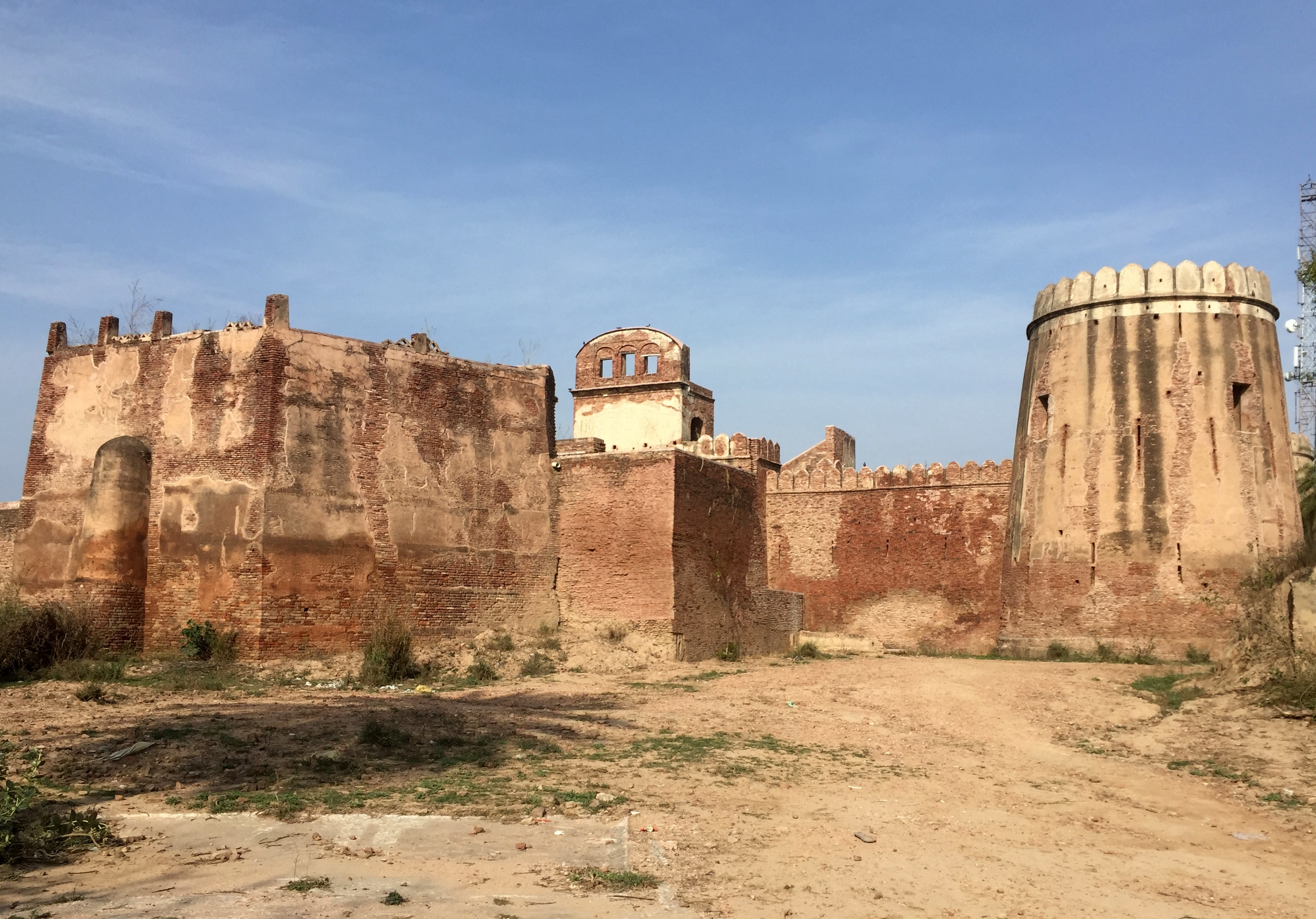
マナウリ砦遺跡